# Takács Sándor (pilóta)

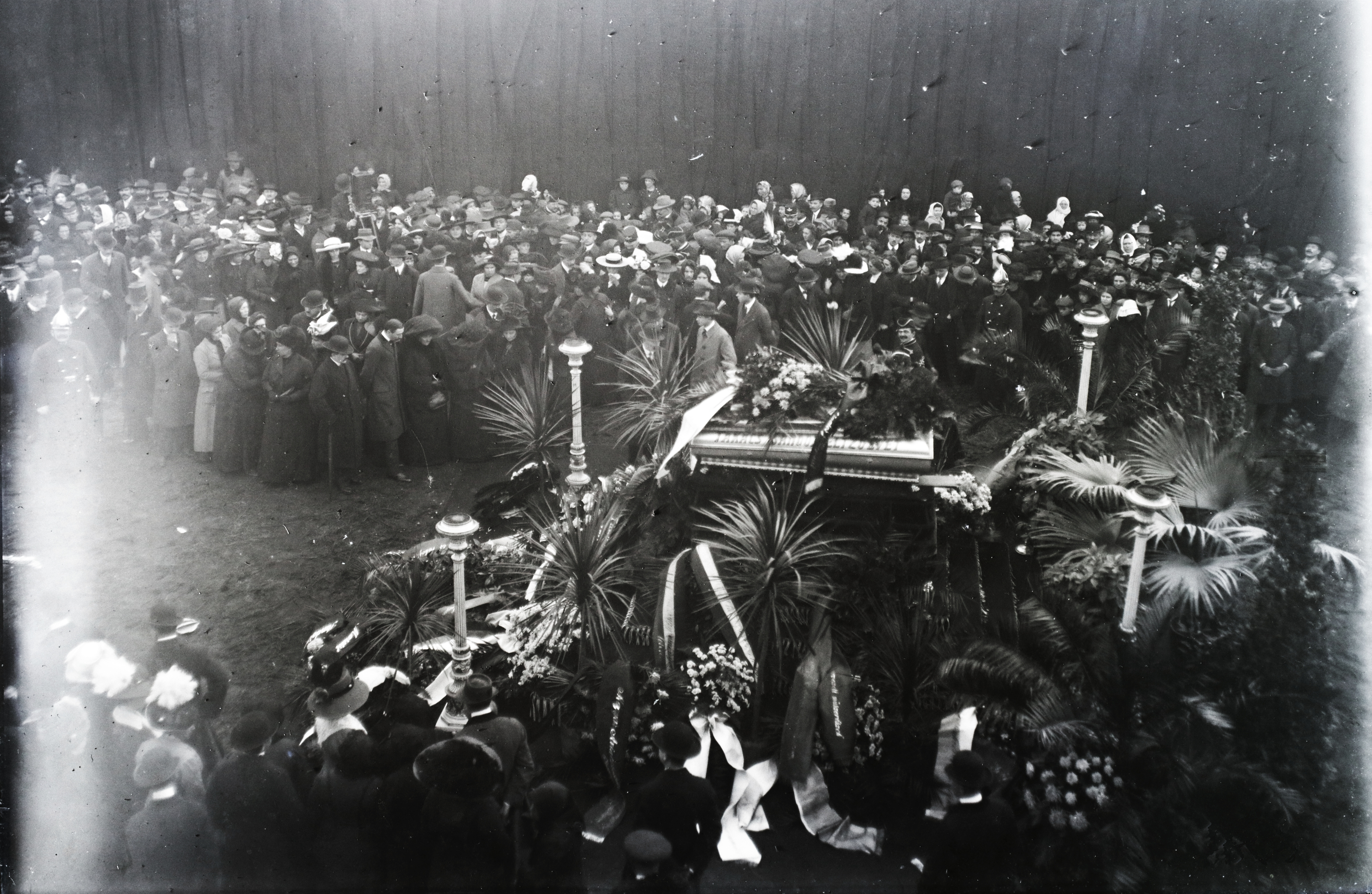
Takács Sándor ravatala és temetése

Takács Sándor (Balatonboglár, 1886. december 12. – 1912. október 13.) magyar repülőgép-pilóta.

## Életpálya
Postaműszerésznek tanult. Bécsújhelyen a légjáróknál ismerkedett meg a repüléssel, ahol sorkatonaként szolgált. A magyar motoros repülés Rákosmezőn indult meg. Az elsők között telepedett le a fa hangárvárosba. 1911-ben Budapestre költözött, és Dobos István asztalossal elhatározták, hogy Rákoson repülőgépet építenek. Kezdetben Takács a Szent István Kórházban dolgozott mint fűtő. A repülőgépet Dobossal megépítették, de az rögtön összetörött. Ezt követően mindketten pilótának szerződtek, ahol jó érzékkel és kellő bátorsággal nagy sikereket értek el. Kolbányi Géza támogató, repülőépítő pilótája lett. A kísérletezésben is sokat segített. A repülőtér legjobb kezű pilótája, több repülőtípus első kipróbálója. 1912. augusztus 20-i Szent István napi nemzetközi repülőbemutatón kiemelkedő eredményt ért el. Egyben repülőgép-konstruktőr is volt, valamint a magyar repülés első mártírja lett.
A végzetes felszállás célja volt, hogy a géppel Bécsbe repüljön a hadsereg képviselőinek való bemutatkozásra. Takács reggel nyolc órakor startolt, talán 100 méter után a gép már a levegőben volt. Három körrel emelkedett, mire felért 200-300 méter magasságba. Csinált még egy kört, egy nyolcast és a tőle megszokott precizitással és bravúrral siklásba vitte a gépet. Siklórepülés közben a Kolbányi-rendszerű gépével körülbelül 40 méter magasságból a szárny alsó merevítő drótjainak elszakadása következtében lezuhant és meghalt.

## Emlékezete
A nemzeti sírkertbe sorolt védett sírja az Új köztemető 16/10-4-4 parcellájában található.
2009. október 10-én emlékének tiszteletére Balatonbogláron emlékművet állítottak.